# NGC 997
NGC 997 je galaksija u zviježđu Kit.

## Vanjske poveznice
- SEDS: NGC 997